# Cake (2014)
Cake ist ein US-amerikanisches Filmdrama von Daniel Barnz aus dem Jahr 2014. In dem Independentfilm spielt Jennifer Aniston an der Seite von Anna Kendrick, Sam Worthington und Adriana Barraza eine nach einem Unfall entstellte und von chronischen Schmerzen geplagte Frau. Für ihre darstellerische Leistung wurde Aniston unter anderem für den Golden Globe als beste Hauptdarstellerin nominiert. Der Film hatte seine Premiere am 8. September 2014 beim Toronto International Film Festival. Der deutsche Kinostart war am 9. April 2015.

## Handlung
Claire ist eine liebenswürdige Frau. Nach einem Autounfall, bei dem ihr Kind getötet wurde, sieht sie jedoch verbittert auf ihr Leben. Statt zu trauern, reagiert ihr Körper mit starken Schmerzen, die sich chronifizieren. Claires Schmerzen werden immer unerträglicher und sie verliert sich in Todesphantasien und Wutanfällen. Sie verweigert jede Hilfe und weder eine „Therapie noch die Krankengymnastik“ oder Medikamente bringen Linderung. In einer Selbsthilfegruppe für chronische Schmerzpatienten lernt sie Nina kennen und ist von ihr fasziniert. Als diese sich das Leben nimmt, freundet Claire sich mit deren Ehemann und ihrem Sohn an. Zusammen versuchen sie, ihre Verluste zu verarbeiten.

## Produktion
Am 10. Februar 2014 wurde bekanntgegeben, dass Jennifer Aniston die Hauptrolle in Cake übernehmen wird. Am 15. März wurde die Teilnahme der mexikanischen Schauspielerin Adriana Barraza bestätigt. Die übrige Besetzung wurde am 1. April bekanntgegeben. Die Dreharbeiten fanden vom 3. April bis 6. Mai 2014 in Los Angeles statt.

## Kritik
Cake bekam gemischte Kritiken. Bei Rotten Tomatoes sind 49 % der Kritiken positiv bei insgesamt 107 Kritiken; die durchschnittliche Bewertung beträgt 5,8/10. Im Kritikerkonsens heißt es: „In Cake erhält Jennifer Aniston die überfällige Gelegenheit, ihre dramatischen Talente zu zeigen, jedoch mangelt es dem Film an ausreichender Tiefe oder Wärme, um auch über deren Fankreis hinaus empfehlenswert zu sein.“ („Cake finds Jennifer Aniston making the most of an overdue opportunity to test her dramatic chops, but it lacks sufficient depth or warmth to recommend for all but her most ardent fans.“) Bei Metacritic erhält der Film eine Bewertung von 49/100, basierend auf 38 Kritiken.
The Hollywood Reporter lobte Anistons starke schauspielerische Leistung in ihrer anspruchsvollsten dramatischen Rolle seit The Good Girl und Deadline bescheinigte Aniston eine oscarwürdige Darbietung. Der Filmdienst meinte, das „etwas formelhaft konstruierte, zudem erzählerisch allzu berechenbare Drama“ lasse sich zwar „auf keine tiefer gehende Erforschung ein“, fessele „aber doch dank der meisterhaften Darstellung einer Frau im emotionalen und physischen Ausnahmezustand“.

## Filmmusik
Für die musikalische Untermalung war Christophe Beck verantwortlich. Der Soundtrack umfasst die folgenden Titel.
| Titel                   | Autor                                        | Interpret                                                                                |
| ----------------------- | -------------------------------------------- | ---------------------------------------------------------------------------------------- |
| Goodbye                 | Gary Romero                                  | Gary Romero                                                                              |
| Bludan                  | Eddie Cano                                   | Cal Tjader                                                                               |
| Desaparecido            | Manu Chao                                    | Manu Chao                                                                                |
| El Cucuy                | Andy Gonzales                                | Andy Gonzales Y Sus Amigos                                                               |
| Moreno Mexicana         | Geoff Levin and Bruce Chianese               |                                                                                          |
| John and James          | Herbert Frederick and Arthur Stanley Reid    | New York Ska-Jazz Ensemble                                                               |
| Let’s Get Started       | Dylan Gardner                                | Dylan Gardner                                                                            |
| Honesty                 | Billy Joel                                   | Billy Joel                                                                               |
| Simple Simon            | Elizabeth Goose and Andrew Green             |                                                                                          |
| Magical Embrace Trumpet | Randy Goodrum and Timothy Hosman             |                                                                                          |
| Ole por Nos             | Vinicius Gageiro Marques                     | Yonlu                                                                                    |
| Dig It                  | Hal Borne and Johnny Mercer                  | Fred Astaire, Paulette Goddard and Artie Shaw and His Orchestra (as The Artie Shaw Band) |
| Halo                    | Evan Bogart, Beyoncé Knowles and Ryan Tedder | Gary Lightbody                                                                           |

## Auszeichnungen
Für ihre Darstellung erhielt Jennifer Aniston zahlreiche Nominierungen als beste Hauptdarstellerin, u. a. bei den Screen Actors Guild Awards, den Critics’ Choice Movie Awards und den Golden Globe Awards. Bei den genannten Verleihungen erhielt sie zwar keine Auszeichnung, jedoch bei den People Magazine Awards sowie beim Capri-Hollywood Film Festival. Außerdem wurde sie für ihre Darbietung beim Santa Barbara International Film Festival 2015 mit dem prestigeträchtigen Montecito Award geehrt, zu dessen früheren Preisträgern unter anderem Daniel Day-Lewis, Julianne Moore und Javier Bardem gehören.